# 李紫婷
李紫婷（2000年1月20日—），本名彭威莱·李诗里洛（皇家轉寫：Promwilai Leesiriroj），藝名Mimi，出生於泰国曼谷，泰籍華裔女歌手、演員。前女子組合火箭少女101主唱，粉絲名為「咪糖」，應援色為秘密紫（#F178FF），應援口號為「甜心李紫婷，愛你永不停」。現為solo歌手。

## 生平

### 早年
李紫婷小時候怕生，為了改變性格，她的父親開始讓她學習唱歌。隨著學習日益深入，老師亦漸漸發掘她的音樂天賦，於是推薦她去參加音樂類比賽。李紫婷從2008年開始參加歌唱比賽，並屢獲佳績，懵懵懂懂間成了泰華界小有名氣的歌手，開始投入音樂世界中。
高一時，李紫婷因參加比賽而選擇休學，在比賽過後她並沒有回到高中校園，高二時自考美國托福並直接申請泰國斯坦福國際大學。在此期間，她婉拒了泰國潮州商會會長為其提供的音樂學院优惠，而是選擇了商學院繼續深造。

### 演藝
2013年，參加泰國好聲音少年版，演唱了歌曲《爱要坦荡荡》 ；為卡通片演唱插曲《Shell don》；同年，擔任第三十五屆全國五大區泰文歌唱比賽主持人。
2014年，先後獲得泰國中央中文電視台年度中文歌曲大賽冠軍、北京水立方全球華裔青少年華語歌曲大賽季軍。
2015年，獲得中泰國際“金像獎”並簽約泰國娛樂頻道電視三台；出演愛情電影《再見，在也不見》及泰國青春連續劇《天真少年》；同年，受邀出席文萊皇后私人晚宴。
2016年，舉辦首場個人演唱會；同年，參加了泰國中央中文電視台春節聯歡晚會的錄製。 
2017年，舉辦“Mimi lee鳳飛翔2”個人演唱會。
2018年4月21日，以練習生身份參加由騰訊視頻出品的女團競演節目《創造101》，在節目第一期，李紫婷與搭檔陳芳語、吳映香表演的歌曲《problem》贏得了在場其他練習生和導師的好評，三人也由此獲得了「3A組」的稱號。她最終以第9名的成績加入組合火箭少女101。出道後，於8月18日隨火箭少女101推出首張EP專輯《撞》。
2019年1月20日，被泰国政府授予“中泰文化交流大使”荣誉称号。
2019年10月起參加《中国梦之声·我们的歌》，師承黃凱芹，因為看懂拼音，但明白拼音因準確度低而不適用於粵語，所以以泰語拼讀粵語歌詞。
2020年6月因當時的經紀公司哇唧唧哇不合理的工作行程安排，加上高強度彩排以及訓練，導致當時突發性耳鳴的情況加劇，遺憾缺席火箭少女101告別典禮。
2021年7月發行首張個人實體專輯《FIND MI。ME》，同年10月在上海舉辦首場《FIND MI。ME全國巡迴音樂會》。
2022年9月發布第二張全新專輯《自己 Be Myself》第一首收錄曲《鑽石光芒》。
2024年2月在上海舉辦首場《2024自己Be Myself巡迴演唱會》，同年3月宣布發行第二張實體專輯《自己 Be Myself》。

## 音樂作品

### 专辑
| 發行順序 | 專輯資料 | 曲目 |
| 1st      | 《FIND MI。ME》 - 發行日期：2021年7月13日 - 唱片公司：北京華影藝星文化傳媒有限公司 - 類型：錄音室專輯                                         | 曲目 1. 三千次日落 2. 想念 3. 仰望星空 4. 沒有人接我的電話 5. 秘密 6. 遇南星 7. 閃耀 8. 漫不經心的你 9. 越想越多 10. 穿越人海遇見你         |
| 2st      | 《自己 Be Myself》 - 發行日期：2024年3月日 - 發行公司：騰訊音樂娛樂(深圳)有限公司 - 版權提供：北京華影藝星文化傳媒有限公司 - 類型：錄音室專輯 | 曲目 1. 钻石光芒 2. 在你身後 3. 你 4. Why Not Me 5. 白雪公主歷險記 6. 單眼皮 7. 以後 8. 舉世無雙 9. 這樣的我 那樣的我 10. 無人問及 11. 翻越 |

### 個人單曲
| 發行年份 | 日期     | 歌曲名稱               | 作詞                      | 作曲                                                               | 備註                                                             |
| 2018年   | 2月12日  | Searching for Love     |                           |                                                                    | 收錄於專輯《Searching for Love》(泰國)                           |
| 2019年   | 7月12日  | 行動家                 | (中文词)朱婧汐            | Fritz Michallik / Melanie Fontana / Emile Ghantous / Keith Hetrick | 火箭少女101第二張專輯《立風》成員個人單曲                        |
| 2020年   | 1月3日   | 梦奇地（fantasy land） | 罗文裕                    | 罗文裕                                                             | 2020开年首单                                                     |
| 2020年   | 8月24日  | 遇南星                 | 晏九                      | 籽三                                                               | 毕业后首支单曲                                                   |
| 2020年   | 9月17日  | 闪耀                   | 呂婕菲                    | 凃惠源                                                             | 毕业后第二支个人单曲                                             |
| 2020年   | 12月1日  | 追光                   | 張毛毛                    | 秦洋                                                               |                                                                  |
| 2021年   | 1月20日  | 越想越多               | 周富坚                    | 周富坚                                                             |                                                                  |
| 2021年   | 2月4日   | 還是遇到你             | 陳聆子                    | 肖维皓                                                             | 《和平精英》特訓島花海鞦韆主題場景歌曲                           |
| 2021年   | 3月14日  | 穿越人海遇见你         | 陈可心                    | 文颖秋                                                             |                                                                  |
| 2021年   | 7月5日   | 不一样的颜色           | 邓舒月                    | 邓舒月                                                             | 《喜欢你我说了算》广播剧主题曲                                   |
| 2021年   | 8月27日  | 如果没有明天           | LiL Mage                  | 庞炜琛                                                             | 《甜美的咬痕》广播剧主题曲                                       |
| 2021年   | 12月2日  | 那个叫卡门的姑娘       | 劉靖                      | 劉靖                                                               | 《青春繁花音乐企划「戏游记」·第壹辑》NO.2                        |
| 2022年   | 5月30日  | 舉世無雙               | 楊開聞                    | 楊開聞                                                             | 第二張专辑《自己 Be Myself》                                     |
| 2022年   | 6月10日  | 與我對望的光           | 劉暢                      | 中村崇仁                                                           | 《無雙》王者榮耀宮本武藏CG主題曲                                 |
| 2022年   | 7月8日   | 这样的我 那样的我      | 王雅君                    | 金潤吉                                                             | 第二張专辑《自己 Be Myself》                                     |
| 2022年   | 9月23日  | 無人問及               | 覃曉彧                    | 祁勃力                                                             | 故宫2077赏星宴主题曲无人问及，收錄於第二張专辑《自己 Be Myself》 |
| 2022年   | 9月29日  | 钻石光芒               | 王雅君                    | 陳澤華/楊欣至SinZ/夾_zZ/林峪/VANCY/聞俊皓                          | 第二張专辑《自己 Be Myself》                                     |
| 2022年   | 10月10日 | 在你身後               | 李紫婷/吳春榮             | 劉博璽/陳煜達/蔡南希/陳媛                                          | 第二張专辑《自己 Be Myself》                                     |
| 2022年   | 10月18日 | 你                     | 林凱                      | 金潤吉                                                             | 第二張专辑《自己 Be Myself》                                     |
| 2022年   | 10月24日 | Why Not Me             | 李紫婷/吳春榮             | 劉亞茹/馮少棠/跳跳醬/張夏歡                                        | 第二張专辑《自己 Be Myself》                                     |
| 2022年   | 10月31日 | 白雪公主歷險記         | 吳春榮/李紫婷             | 林峪/恩雅NYA/汪仔WOOFER/楊欣至SinZ/袁天野                          | 第二張专辑《自己 Be Myself》                                     |
| 2022年   | 11月8日  | 單眼皮                 | 李紫婷/吳春榮             | 魏路遙/Dizy徐迪/羅楊雲子                                           | 第二張专辑《自己 Be Myself》                                     |
| 2022年   | 11月15日 | 以後                   | 李紫婷/吳春榮             | 吳春榮                                                             | 第二張专辑《自己 Be Myself》                                     |
| 2023年   | 9月28日  | 未来之洋               | 良朋                      | 唐轶                                                               |                                                                  |
| 2023年   | 11月16日 | 翻越                   | 李俊宜                    | 脱景麟                                                             | 第二張专辑《自己 Be Myself》                                     |
| 2023年   | 12月8日  | 爱我所爱               | 王浩伦                    | 王浩伦                                                             | 《冬日人间诗》NO.6                                               |
| 2023年   | 12月18日 | 纽带                   | 李雨沿/周洋/李中原/王浩伦 | 李雨沿/周洋/李中原/王浩伦                                          | 《城市有乐》NO.2                                                 |

### 翻唱單曲
| 發行年份 | 日期     | 歌曲名稱                                  | 作詞          | 作曲                       | 備註                                                   |
| 2019年   | 8月28日  | 花都開好了 （合作演唱者：賴美雲、張紫寧） | 施人誠        | 左安安 編曲:趙明馳、陳稷坤 | 原唱者:S.H.E 參與網易云音樂「青春重置計劃」，原曲翻唱  |
| 2020年   | 8月30日  | 表白                                      | 倪子冈        | 倪子冈                     | 原唱者:萧亚轩 參與網易云音樂「拾忆录」，原曲翻唱       |
| 2020年   | 9月3日   | 问                                        | 李宗盛        | 李宗盛 編曲:Kidd           | 原唱者:李宗盛 參與TME返场特别企划，原曲翻唱            |
| 2020年   | 1月5日   | 原来的我                                  | 吕承明        | 劉也/陳沁揚                | 原唱者：齐秦 参与TME[穿乐齐季]企划，原曲翻唱           |
| 2021年   | 9月23日  | 逆光                                      | 廖莹如        | 李伟崧                     | 原唱者：孙燕姿 TME特别企划【返场】之华语金曲：10 20 30 |
| 2021年   | 11月30日 | 身騎白馬                                  | 徐佳莹        | 徐佳莹                     | 原唱者：徐佳瑩 ［拾回计划］ 特别企划［第壹回］         |
| 2022年   | 2月16日  | 飄雪                                      | 簡寧Ning Jian | 桑田佳佑 K.Kuwata          | 原唱者：陈慧娴 ［拾回计划］ 特别企划［第壹回］EP.12    |

### 影視單曲
| 發行年份 | 日期     | 歌曲名稱                            | 作詞            | 作曲          | 備註                           |
| 2018年   | 10月16日 | 爱情宗师                            | 代嶽東          | 陳沁揚        | 電影《功夫联盟》主题曲         |
| 2018年   | 11月16日 | 感谢                                | 林喬            | 馬霖恩        | 偶像劇《人不彪悍枉少年》推广曲 |
| 2019年   | 5月22日  | 凤翼                                | 段思思          | 譚旋          | 電視劇《凤弈》主题曲           |
| 2020年   | 7月23日  | 雲上戀                              | 黃真            | 劉志遠        | 网剧《漂亮书生》OST 片尾曲     |
| 2021年   | 2月19日  | 對不對                              | 王藝玄          | 王藝玄        | 网剧《撲通撲通喜歡你》插曲     |
| 2021年   | 4月2日   | 微风吹                              | 宋尚聪          | 宋尚聪        | 网剧《十二谭》插曲             |
| 2021年   | 6月15日  | 风也知道                            | 潘群            | 潘群          | 电视剧《爱上特种兵》插曲       |
| 2021年   | 7月26日  | 一万次相遇                          | 徐汐萌          | 园田芳雄      | 网剧《循环初恋》片头曲         |
| 2021年   | 8月25日  | 无虞 （合作演唱者：井朧）           | 刘畅            | 谭旋          | 电视剧《周生如故》概念曲       |
| 2021年   | 9月6日   | 月圆之时                            | 陈可心          | 王梓赫        | 影视剧《满月之下请相爱》插曲   |
| 2021年   | 12月10日 | 既視感                              |                 |               | 網剧《我是岁月你是星辰》片尾曲 |
| 2022年   | 10月19日 | ALL FOR LOVE （合作演唱者：康子奇） |                 |               | 影视剧《我的秘密室友》插曲     |
| 2022年   | 11月24日 | 世界不及你好                        |                 |               | 网剧《千金莫嚣张》插曲         |
| 2022年   | 12月27日 | 风已起                              |                 |               | 《浮图缘》片尾曲               |
| 2023年   | 3月31日  | 夜空                                |                 |               | 《愛情而已》插曲               |
| 2023年   | 4月6日   | 剪星辰                              | 陈予言          | 彭轩          | 《春閨夢裡人》插曲             |
| 2023年   | 6月2日   | Daydream                            |                 |               | 《照亮你》插曲                 |
| 2023年   | 6月30日  | 暗涌                                | 周洁颖          | 胡小鸥        | 《繁华似锦》插曲               |
| 2023年   | 9月19日  | 是不是注定要相遇                    | 郑亦钧 / 刘晓芪 | 郑亦钧        | 《他从火光中走来》奔赴主题曲   |
| 2024年   | 2月1日   | 独一无二的心跳                      | 王明毓          | 和汇慧/王梓同 | 《独一有二的她》片头曲         |

### 合作單曲
| 發行年份 | 日期    | 歌曲名稱         | 合作歌手  | 作詞               | 作曲                  | 備註                       |
| 2024年   | 3月28日 | Recite a Poemm園 | FOX胡天渝 | FOX胡天渝/蔡襄(宋) | FOX胡天渝/Drion劉志勇 | 作為合作歌手參與歌曲的Feat |

### 《創造101》演唱曲目
| 期數   | 主題               | 表演歌曲         | 隊友                                                                          | 備註                                                                  |
| 第一期 | 逆風翻盤，向陽而生 | Problem          | 吳映香、陳芳語                                                                | 初評定為A，後因A班超額，與熱依娜Battle落敗，而降級為B                 |
| 第二期 | 不破不立           | 創造101主題曲    | 創造101女孩                                                                   | 導師評級A                                                             |
| 第三期 | 努力會被看見       | 紅色高跟鞋       | 張靜萱、吳映香、劉思纤、張瑜紋                                                | 第三輪「Hotty」組合的C位                                              |
| 第六期 | 實力寶藏女孩在發光 | 逆光             | 陳芳語、吳映香、劉德熙、陳語嫣                                                | 一度成為點讚王，後因呂小雨得票數更高而被攻壘成功                      |
| 第八期 | 不負好時光         | 我就是這種女孩   | 孟美岐、徐夢潔、劉人語、王婷、高秋梓                                          | 幫唱學長為肖戰                                                        |
| 第十期 | 為夢想堅持到底     | Reflection(個人) | 孟美岐、楊超越、紫寧、高穎浠、戚硯笛、 徐夢潔、呂小雨、吳映香、強東玥、陳意涵 | 最終獲得86,063,212個點讚，成為第9名， 以火箭少女101團員身分正式出道。 |
| 第十期 | 為夢想堅持到底     | 盛放(組合)       | 孟美岐、楊超越、紫寧、高穎浠、戚硯笛、 徐夢潔、呂小雨、吳映香、強東玥、陳意涵 | 最終獲得86,063,212個點讚，成為第9名， 以火箭少女101團員身分正式出道。 |

## 演唱會及見面會

### 演唱會
| 年份   | 日期    | 國家／地區 | 城市 | 主題                      | 場館                              | 备注 |
| 2016年 | 3月20日 | 泰國       | 曼谷 | Mimi lee风飞翔            |                                   |      |
| 2017年 | 4月23日 | 泰國       | 曼谷 | Mimi lee风飞翔2           | 潮州會館                          |      |
| 2021年 | 10月22  | 中国       | 上海 | FIND MI。ME全国巡回音乐会 | 瓦肆                              |      |
| 2024年 | 3月8    | 中国       | 上海 | 自己Be Myself巡迴演唱會   | 蜚聲上海PHASE LIVE HOUSE SHANGHAI |      |

## 影視作品

### 電影
- 再見，再也不見

### 連續劇
- 天真少年

### 常駐綜藝
| 播出時間 | 播出平台 | 節目名稱                            | 備註                                                   |
| 2018年4月21日-2018年6月23日                                                                                 | 騰訊視頻 | 創造101                             | 2018年4月21日起每周六20:00播出一集；6月23日決賽直播    |
| 2018年7月12日－2019年1月3日(第一季) 2019年3月28日-2019年6月13日(開掛季) 2019年8月1日-2019年10月17日(立風季) | 騰訊視頻 | 火箭少女101研究所                   | 記錄火箭少女101的工作與生活，每周四更新一集            |
| 2019年1月13日－2019年3月3日                                                                                 | 騰訊視頻 | 橫衝直撞20歲                        | 2019年1月13日起每周日20:00播出一集                     |
| 2019年10月27日-2020年1月19日                                                                                | 東方衛視 | 中国梦之声·我们的歌                 | 2019年10月27日起每周日21:00在东方卫视播出一集          |
| 2020年3月15日-2020年4月12日(春日篇) 2020年5月17日-2020年6月21日(夏日篇)                                     | 騰訊視頻 | 橫衝直撞20歲 (第二季)：很高興認識你 | 2020年3月15日起每周日20:00播出一集；分為春日篇及夏日篇 |

## 獲獎記錄
| 年份   | 比賽名稱                             | 獎項                 |
| 2008年 | 泰國第三台全國泰文歌唱比賽           | 亞軍                 |
| 2008年 | 泰文歌唱比賽                         | 冠軍                 |
| 2010年 | 「少年泰國心”泰文歌唱比賽            | 冠軍                 |
| 2010年 | 泰國第十一台全國泰文歌唱比賽         | 亞軍                 |
| 2012年 | 北京水立方全球華裔青少年華語歌曲大賽 | 最具潛力獎           |
| 2014年 | 北京水立方全球華裔青少年華語歌曲大賽 | 季軍                 |
| 2014年 | 泰國中央中文電視台年度中文歌曲大賽   | 冠軍                 |
| 2019年 | 2019瑞丽美容大赏                     | 年度人气女歌手奖     |
| 2024年 | 2024第三屆亞洲紅人盛典               | 年度亞洲最佳女歌手奖 |